# Robert Picht

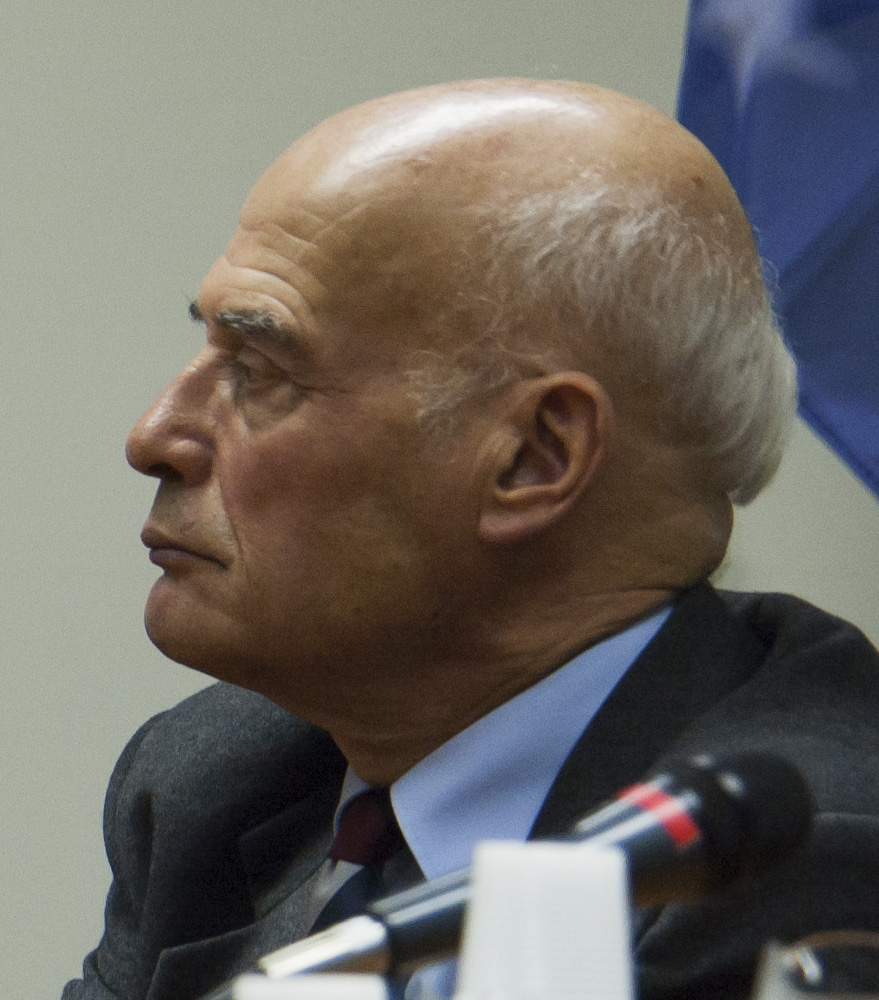
Robert Picht in 2005

Robert Picht (Berlijn, 27 september 1937 - Hinterzarten, 24 september 2008) was een Duits hoogleraar, socioloog en romanist.

## Levensloop
Picht doorliep een uitgebreide loopbaan:
- 1966: Magister artium Franse literatuur aan de Universiteit van Hamburg (thesis over Madame Bovary).
- 1965-1972: Lid van de Duitse 'Academic Exchange Service' in Parijs en docent Duits en Duitse politiek aan het Institut d’Études Politiques en de École Nationale d’Administration.
- 1972: Doctoraat in sociologie onder de leiding van Pierre Bourdieu (thesis: de Franse studenten Germaanse en Duitsland)..
- 1972-2002: Directeur van het Frans-Duits instituut in Ludwigsburg
- 1976-1995: Bestuurslid van de Europese Cultuurstichting (Amsterdam), vanaf 1976 voorzitter van het Uitvoerend comité, vanaf 1978 vicepresident van de Stichting.
- 1974-1994: Gastprofessor sociologie aan de Universiteiten van Paris-Asnières, Bologna, Hagen
- Vanaf 1990: Docent 'Sociologie van de internationale betrekkingen' aan de Universiteit van Hagen.
- Vanaf 1988: Gastprofessor Europese Sociologie aan het Europacollege
- Vanaf 1994: Docent Europese sociologie en directeur van het programma algemene studies en interdisciplinaire studies aan het Europa College.
- 1997-1999: BBL-Léo Moulin Leerstoel voor Europese studies
- Vanaf 2000: Leerstoel Hendrik Brugmans voor Europese interdisciplinaire studies
- June 2002 - January 2003: rector ad interim van het Europacollege in Brugge
- 2004-2005: vice-rector ad interim van het Europacollege (campus Natolin (Warschau))
- 2005-2007: vice-rector van het Europacollege (campus Natolin (Warschau))

## Publicaties
De hiernavolgende publicaties zijn op naam van Picht, hetzij als auteur, hetzij als uitgever.
- 1972: Kommentierte Bibliographie: Deutschland nach 1945, Bonn-Bad Godesberg
- 1974: Französische Germanistikstudenten, Bad Godesberg
- 1974: Perspektiven der Frankreichkunde: Ansätze zu einer interdisziplinär orientierten Romanistik, Tübingen
- 1975: Fallstudien und didaktische Versuche, Bad Godesberg
- 1976-78: Deutschlandstudien I und II, Bonn
- 1977: Kulturpolitik für Europa: Planungsansätze europäischer Stiftungsarbeit, Bonn
- 1978: Deutschland, Frankreich, Europa: Bilanz einer schwierigen Partnerschaft, München
- 1981: Frankreich-Deutschland, Bausteine zum Systemvergleich I und II, Stuttgart
- 1982: Das Bündnis im Bündnis. Deutsch-französische Beziehungen im internationalen Spannungsfeld, Berlijn
- 1984: Deutsch-französische Beziehungen, Hagen
- 1985: Die rätselhaften Deutschen. Die Bundesrepublik von außen gesehen. Met Brigitte Sauzay, Stuttgart
- 1986: Einführung in die Frankreichforschung, Hagen
- 1988: Frankreich-Jahrbuch
- 1988: Über die Freundschaft hinaus. Deutsch-französische Beziehungen ohne Illusionen, Stuttgart
- 1989: Esprit/Geist. 100 Schlüsselbegriffe für Deutsche und Franzosen
- 1990: Au jardin des malentendus. Le commerce franco-allemand des idées, Arles
- 1990: Motor für Europa? Deutsch-französischer Bilateralismus und europäische Integration
- 1991: De Gaulle, Deutschland und Europa
- 1993: European societies between diversity and convergence
- 1994: L'identité européenne. Analyses et propositions pour le renforcement d'une Europe pluraliste, Brussel
- 1995: Handeln für Europa. Deutsch-französische Zusammenarbeit in einer veränderten Welt
- 1997: Fremde Freunde. Deutsche und Franzosen vor dem 21. Jahrhundert
- 1997: Au jardin des malentendus. Le commerce franco-allemand des idées (nieuwe editie)
- 1998: A Pilot Study on Innovating Education in Europe: The Role of Foundations and Corporate Funders.
- 1998: Deutsch-französischer Hochschulaustausch. Stand und Perspektiven, Ludwigsburg
- 1998: A pilot study on innovating education and learning the role of foundations and corporate funders, Brussel
- 1999: Integrating youth into a changing society: the role of foundations and corporate funders, Brussel
- 2004: Generation Erasmus. Zum Europabild junger Europäer, in: Merkur (Zeitschrift) Jg. 58, Bd. 4
- 2007: Visions de l'Europe, éd. Odile Jacob